# 艾倫·杜勒斯
艾倫·威爾許·杜勒斯（英語：Allen Welsh Dulles，1893年4月7日—1969年1月29日），是首位文人出身且任期最長的美國中央情報總監（美國中央情報局實質領導人），亦是沃倫委員會的一員以及施羅德銀行董事。杜勒斯除了公職身份，也是「蘇利文與克倫威斯法律事務所」專攻公司法的執業律師。

## 出身背景
艾倫·杜勒斯生於美國紐約州水城市，出身顯赫，家族歷代對國家事務與世界局勢甚有影響力。杜勒斯係長老教會牧師艾倫·梅西·杜勒斯（Allen Macy Dulles）與其妻艾蒂絲·佛斯特（Edith Foster）的五個孩子之一，比後來當上艾森豪總統國務卿的哥哥約翰·佛斯特·杜勒斯年幼五歲，比後來當上外交官的妹妹艾蓮若·藍辛·杜勒斯年長兩歲。外祖父約翰·福斯特在班傑明·哈里森總統任內當國務卿，祖父約翰·威爾屈·杜勒斯（John Welsh Dulles）則是中國長老教會的傳教士，妻子克拉佛·陶德的舅舅羅伯特·藍辛也曾任國務卿。侄子艾弗里·杜勒斯是羅馬天主教會樞機、耶穌會司鐸，以在福特漢姆大學教授神學聞名於世。
杜勒斯畢業於普林斯頓大學，1916年開始參與外交事務，先後任職美國駐奧地利大使館和美國駐瑞士大使館，1920年與哥倫比亞大學教授之女克拉佛·陶德（Clover Todd）結婚。1922年成為國務院近東事務處長。1926年從喬治華盛頓大學法學院取得法律學位後，因薪資考量辭掉國務院的工作，到其兄約翰·杜勒斯合夥主持的蘇利文與克倫威斯法律事務所上班。輿論一時同聲喧嘩，譴責美國政府留不住優秀的外交人才。1927年當上第二任美國外交關係協會董事，1933年後轉任該協會幹事。

## 情報工作
1930年代期間，杜勒斯常在德國活動，學到不少諜報技巧。曾任紐約州州長的威廉·唐諾文人稱「狂野比爾」，他不按牌理出牌，喜歡網羅高級知識份子與專業人員進行諜報工作，因此看上杜勒斯，1941年10月任命他擔任紐約情報協調處行動組組長，該處由英國秘密情報局設立於洛克菲勒中心3603室，為戰略情報局的前身。1942年杜勒斯當上新成立的戰情局瑞士首都情報站站長。1945年3月重點涉入富有爭議性的日出行動，秘密安排與義大利北方的德軍談判投降事宜。杜勒斯的情報工作與德國外交官弗里茨·科尔贝息息相關，弗里茨·科尔贝仇視納粹，因此秘密提供機密文件揭發德方間諜以及德軍Me 262戰鬥機的研發計劃。他也是1945年與義大利德國談判無條件投降的主要角色。
戰後美國情報體系陷入多頭馬車的處境，海軍陸軍各行其事，連聯邦調查局局長胡佛亦有一統情報體系的野心，遂致使戰情局工作人員心灰意冷作鳥獸散，杜勒斯在歐洲短暫擔任半年的戰情局柏林情報站站長後，也在1945年底珍珠港事變四周年那天回到紐約的法律事務所重操舊業。

## 中央情報局

中情局徽章

1946年杜魯門總統為整合美國情報工作，設立中央情報總監一職，負責每日向白宮匯報情報摘要。1947年國會為設立中央情報局舉行祕密聽證會，找回杜勒斯作為顧問，開班授課，傳授諜報技巧，與中情局的誕生結下不解之緣。9月18日，依據杜魯門簽署的《國家安全法》，中情局成立，由中央情報總監統領。
在1948年的美國總統大選中，杜勒斯擔任共和黨提名人托馬斯·杜威的首席顧問。杜勒斯兄弟與詹姆斯·佛瑞斯托協助組建政策協調處。1951年杜勒斯擔任中情局副局長，並在艾森豪總統任內當上中情局局長。

### 引用
1. 1 2  另有一說出生於4月23日凌晨3點。James Srodes, Allen Dulles: Master of Spies (Washington: Regnery Publishing, Inc., 1999) Page.8
2. ↑  「艾倫·杜勒斯的舅父藍辛是威爾遜總統的國務卿，外祖父則是福士達，在班傑明·哈里森總統任內當國務卿。中日甲午戰爭後，福士達擔任李鴻章、李經方的法律顧問，負責協助執行割讓台灣事宜。艾倫的哥哥約翰·佛斯特·杜勒斯主導《舊金山和約》和《中日和約》的協商與內涵，後來更主導《中美共同防禦條約》的簽訂，迫使中華民國政府做出不少讓步。這一家族就有兩人對台灣的主權影響甚鉅。」，提姆·韋納著，《CIA罪與罰的六十年》，頁60編注，2008年，台北：時報文化出版。
3. ↑  James Srodes, Allen Dulles: Master of Spies (Washington: Regnery Publishing, Inc., 1999) Page.131
4. ↑  James Srodes, Allen Dulles: Master of Spies (Washington: Regnery Publishing, Inc., 1999) Page.141
5. ↑  .   [2010-06-28]. （原始内容存档于2008-02-07）.
6. ↑  提姆·韋納著，《CIA罪與罰的六十年》，頁23，2008年，台北：時報文化出版。
7. ↑  提姆·韋納著，《CIA罪與罰的六十年》，頁33-34，2008年，台北：時報文化出版。
8. ↑  提姆·韋納著，《CIA罪與罰的六十年》，頁50-51，2008年，台北：時報文化出版。